# Casearia ledermannii
Casearia ledermannii är en videväxtart som beskrevs av Ernest Friedrich Gilg. Casearia ledermannii ingår i släktet Casearia och familjen videväxter. Inga underarter finns listade i Catalogue of Life.